# Milan Menten
Milan Menten (Bilzen, Bélgica, 31 de outubro de 1996) é um ciclista profissional belga que compete com a equipa Lotto Dstny.

## Trajetória
Depois de correr com a equipa sub-23 do Lotto Soudal, em 2018 deu o salto ao profissionalismo com o Sport Vlaanderen-Baloise. Marchou-se em 2021 ao Bingoal-WB, equipa com o que conseguiu ganhar uma etapa na CRO Race e vários postos de honra em provas belgas antes de regressar ao Lotto Dstny em 2023. Nos primeiros meses dessa temporada conseguiu a vitória em Le Samyn.

## Palmarés
- 2021
  - 1 etapa da CRO Race

- 2022
  - Grande Prêmio Villa de Lillers

- 2023
  - Le Samyn

## Equipas
- Sport Vlaanderen-Baloise (2018-2020)
- Bingoal WB (2021-2022)
- Bingoal-WB (2021)[5]
- Bingoal Pauwels Sauces WB (2021[6]-2022)
- Lotto Dstny (2023-)